# Donner Pass
De Donner Pass (Nederlands: Donnerpas) is een 2151 meter hoge bergpas in de noordelijke Sierra Nevada. De historische pas bevindt zich boven Donner Lake, zo'n 14 km ten westen van Truckee (Californië). De pas is een steile klim vanuit het oosten, maar daalt geleidelijker af in het westen.

## Geschiedenis
De pioniers die Californië vanuit het oosten wilden bereiken, moesten noodgedwongen de Sierra Nevada oversteken. De Stephens-Townsend-Murphy-partij was in 1844 de eerste die gebruik maakte van de pas nabij Donner Lake. De pas dankt zijn naam echter aan een andere groep pioniers, de Donner Party. Die migranten probeerden de bergpas in november 1846 over te steken, maar werden door de sneeuw tegengehouden, waardoor ze er de winter moesten doorbrengen. Van de 81 reizigers overleefden slechts 45 de reis naar Californië. De groep werd bovendien berucht door het kannibalisme van enkele van de reizigers. In 1952 strandde er nogmaals een groep reizigers in de buurt van de Donner Pass.

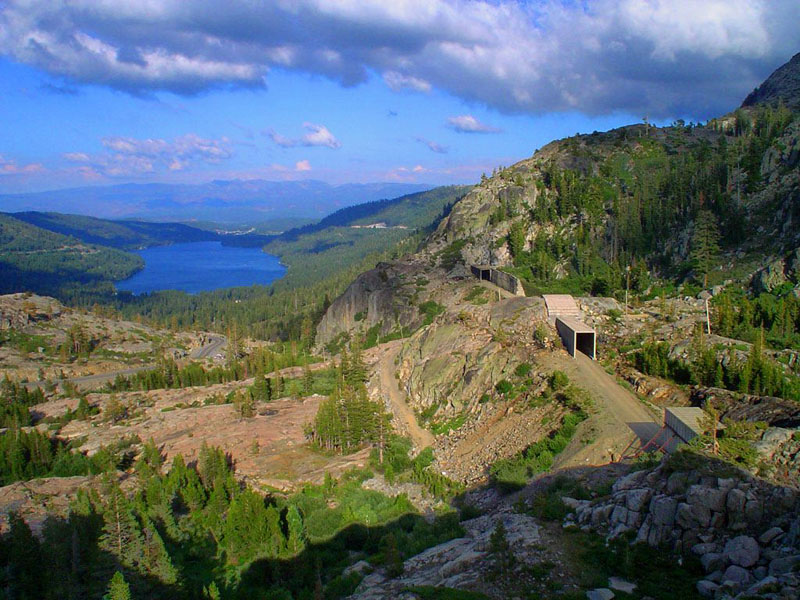
In onbruik geraakte spoorlijn bij Donner Pass. Links op de foto loopt de Lincoln Highway. Daar achter ligt Donner Lake.

Transcontinentale routes die gebruikmaakten van de bergpas zijn het California Trail (tot de jaren 1860), de First Transcontinental Railroad en Overland Route (vanaf 1869), de Lincoln Highway (vanaf 1913) en U.S. Route 40 (tot 1964). De Interstate 80 steekt de bergen zo'n 2 km verder noordwaarts over, bij Euer Saddle. Het treinspoor van de California Zephyr maakt wel nog gebruik van de oorspronkelijke bergpas.
Tegenwoordig staat de omgeving bekend als wintersportoord, met skigebieden als Donner Ski Ranch, Boreal Mountain Resort en Sugar Bowl Ski Resort.